# Phrynocephalus zetangensis
Phrynocephalus zetangensis är en ödleart som beskrevs av  Wang, Xiaomao, Zili, Zhijun, Guanfu PAPENFUSS och MACEY 1996. Phrynocephalus zetangensis ingår i släktet Phrynocephalus och familjen agamer. Inga underarter finns listade i Catalogue of Life.